# Luật Quy định quyền tự do hội họp (Việt Nam)
Luật Quy định quyền tự do hội họp là đạo luật được Quốc hội Việt Nam khóa I thông qua tại kỳ họp thứ 6 ngày 20 tháng 5 năm 1957, có hiệu lực thi hành từ ngày 26 tháng 6 năm 1957.

## Quá trình xây dựng
Tại Việt Nam, quyền lập hội và quyền hội họp bắt đầu được chính thức ghi nhận từ Hiến pháp năm 1946. Điều 10 Hiến pháp quy định: "Công dân Việt Nam có quyền: tự do ngôn luận, tự do xuất bản, tự do tổ chức và hội họp, tự do tín ngưỡng, tự do cư trú, đi lại trong nước và ra nước ngoài". Đây là một trong những cơ sở pháp lý đầu tiên về quyền dân chủ của nhà nước Việt Nam. Để cụ thể hóa quyền tự do "hội" và "họp", ngày 20 tháng 5 năm 1957, Quốc hội nước Việt Nam dân chủ cộng hòa đã thông qua Sắc lệnh số 102/SL/L004 quy định quyền tự do hội họp. Sắc lệnh là sự khởi đầu cụ thể hóa về quyền lập hội và quyền hội họp của người dân Việt Nam.

## Nội dung
Điều 1.
Quyền tự do hội họp của nhân dân được tôn trọng và bảo đảm. Không ai được xâm phạm đến quyền tự do hội họp.
Điều 2.
Không phải xin phép trước:
- Các cuộc hội họp có tính chất gia đình, giữa thân thuộc, bè bạn;
- Các buổi sinh hoạt của các hội hợp pháp, tổ chức trong trụ sở của hội, các cuộc hành lễ thường lệ của các tôn giáo tổ chức trong những nơi thờ cúng;
- Các buổi sinh hoạt của các đoàn thể trong Mặt trận dân tộc thống nhất, và các cuộc hội họp công cộng do các đoàn thể này tổ chức.
Điều 3.
Để đảm bảo việc giữ gìn trật tự an ninh, các cuộc hội họp công cộng, trừ các cuộc hội họp nói trong điều 2, phải được Uỷ ban hành chính địa phương cho phép trước.
Điều 4.
Người tổ chức cuộc hội họp phải chịu trách nhiệm về cuộc hội họp.
Điều 5.
Nếu không theo đúng thể lệ về việc xin phép trước thì người tổ chức, tuỳ trường hợp nặng nhẹ, sẽ bị cảnh cáo hoặc truy tố trước toà án và cuộc hội họp có thể bị cấm hoặc bị giải tán.
Trường hợp bị truy tố toà án, người tổ chức cuộc hội họp trái phép sẽ bị phạt tiền từ năm vạn đồng (50.000 đ) đến hai mươi lăm vạn đồng (250.000 đ) và phạt tù từ một tháng đến sáu tháng, hoặc một trong hai hình phạt ấy.
Trường hợp cuộc hội họp bị cấm mà vẫn cứ tổ chức hoặc đã bị giải tán mà vẫn cứ tổ chức lại, thì người chịu trách nhiệm sẽ bị truy tố trước toà án và sẽ bị phạt tù từ một tháng đến một năm.
Điều 6.
Người nào ngăn cản hoặc phá hoại các cuộc hội họp hợp pháp của người khác, ép buộc người khác tham dự vào các cuộc hội họp bất hợp pháp, bất cứ bằng cách nào, có thể bị cảnh cáo hoặc bị truy tố trước toà án và bị xử phạt tù từ một tháng đến một năm.
Điều 7.
Người nào lợi dụng quyền tự do hội họp để hoạt động trái pháp luật, chống lại chế độ, chống lại chính quyền dân chủ nhân dân, chia rẽ dân tộc, phá tình hữu nghị giữa nhân dân ta với nhân dân các nước, tuyên truyền chiến tranh, âm mưu phá hoại sự nghiệp đấu tranh cho hoà bình thống nhất, độc lập, dân chủ, hành động có phương hại đến trật tự an ninh chung, hoặc đến thuần phong mỹ tục, sẽ bị truy tố trước toà án và xử phạt theo luật lệ hiện hành, và cuộc hội họp sẽ bị cấm hoặc bị giải tán.
Điều 8.
Trong tình thế khẩn cấp, xét cần phải tạm thời cấm hội họp, Chính phủ sẽ quyết định.
Điều 9.
Tất cả luật lệ nào trái với luật này đều bãi bỏ.
Điều 10.
Chính phủ quy định những chi tiết thi hành luật này.